# Mario Mühlböck
Mario Wolfgang Mühlböck (* 22. Oktober 1958 in Wilhering) ist ein oberösterreichischer Politiker (SPÖ) und Landtagsabgeordneter und Bürgermeister in Wilhering.

## Leben
Mühlböck besuchte nach der Volksschule die Unterstufe des Gymnasiums im Stift Wilhering und machte dann eine Ausbildung als Bürokaufmann. Er ist Bediensteter beim Magistrat Linz, allerdings derzeit karenziert.

## Politik
Mühlböck begann seine politische Tätigkeit als Jugendvertrauensobmann, bevor er Gemeinderat in Wilhering wurde. Ab 1989 war er Vizebürgermeister und wurde am 10. November 1997 zum Bürgermeister gewählt. Mühlböck beschäftigt sich seit Jahren vor allem im Jugendbereich und mit der Entwicklung des ländlichen Raumes.
Von 1991 bis Dezember 1999 gehörte Mühlböck dem Oberösterreichischen Landtag an und war vom 23. Oktober 2003 bis zum 22. Oktober 2009 neuerlich Mitglied im OÖ. Landtag. Er war Mitglied in folgenden Ausschüssen: Umweltangelegenheiten, Geschäftsordnungsausschuss sowie Ausschuss für Frauenangelegenheiten.

## Privates
Mühlböck wohnt mit Frau und Tochter in Wilhering. Der Naturliebhaber ist begeisterter Rollerskater.